# Markus Lienkamp
Markus Lienkamp (* 1967 in Herborn-Seelbach) ist ein deutscher Ingenieur und Hochschullehrer. Er ist Professor für Fahrzeugtechnik und hat den Lehrstuhl für Fahrzeugtechnik an der Technischen Universität München (TUM) inne. Er forscht schwerpunktmäßig zum Thema Elektromobilität und autonomes Fahren.

## Biographie
Nach seinem Abitur im Jahr 1986 absolvierte er bis 1987 den Wehrdienst. Im Anschluss daran studierte er Maschinenbau an der Technischen Universität Darmstadt. Das Studium schloss er 1992 mit dem Diplom ab. Nach dem Studium folgte die Promotion zum Dr.-Ing. im Fachbereich Materialwissenschaft an der TU Darmstadt zum Thema „Festigkeitsverhalten von Langfaserverbundwerkstoffen“.
Nach einem internationalen Traineeprogramm bei Volkswagen und einem Aufenthalt im damaligen Joint Venture zwischen Ford und Volkswagen in Portugal leitete er den Bremsenversuch in der Nutzfahrzeugentwicklung in Wolfsburg. Nach Stationen als Abteilungsleiter in der Volkswagen-Konzernforschung in den Bereichen „Fahrerlebnis und Komfort“ und „Fahrzeugdynamik“ folgte die Position als Hauptabteilungsleiter im Bereich „Elektronik und Fahrzeug“ in der Konzernforschung der Volkswagen AG. Schwerpunkte bildeten die Fahrerassistenzsysteme und Fahrzeugkonzepte für die Elektromobilität.
Er unterstützte das Stanford Team von Sebastian Thrun bei der Grand Challenge 2005 mit dem Bau des VW Touareg und war Teil des Gewinnerteams.
2009 folgte der Ruf an die Technische Universität München auf die Nachfolge von Bernd Heißing als Ordinarius des Lehrstuhls für Fahrzeugtechnik. Unter seiner Leitung wurden zahlreiche Fahrzeug-Forschungsprojekte initiiert. Unter anderem sind dies:
- Die Elektro-Leichtfahrzeuge MUTE und Visio.M
- Das Elektrische Taxi für Singapur EVA
- Das Elektrofahrzeug für Subsahara-Afrika aCar, das seit 2021 in Serie produziert wird.
- Er initiierte an seinem Lehrstuhl die Teams für autonomen Motorsport für Roborace[5] und die Indy Autonomous Challenge.
- 2020 gewann er mit Sebastian Pfotenhauer und Gebhard Wulfhorst das BMBF-Zukunftscluster MCube, das mit bis zu 45 Mio. € dotiert ist.
- 2021 gewann sein Team die mit 1 Mio. $ dotierte Indy Autonomous Challenge.[6]

In seiner Forschung am Lehrstuhl für Fahrzeugtechnik konzentriert sich Markus Lienkamp auf Elektrofahrzeuge, Mobilität und intelligente und autonome Fahrzeugsysteme.

## Auszeichnungen
- 2014: Heinz-Maier-Leibnitz-Medaille